# Gor Mahia FC
A Gor Mahia Football Club csapatát 1968-ban Nairobiban hozták létre. A kenyai labdarúgás legsikeresebb egyesülete 20 bajnoki címével és 10 kupagyőzelmével, valamint egyetlen kenyai csapatként nemzetközi címet is szerzett, miután 1987-ben megnyerte az Afrikai Kupagyőztesek Kupáját.

## Története
A klub hivatalosan 1968. február 17-én alakult a Luo Union és a Luo Sport Club egyesülésével, bár Gor Mahia néven már az 1910-es években is játszottak a Nyugat-Kenyában zajló labdarúgó tornákon.

## Sikerlista

### Hazai
- 21-szeres bajnok: 1964, 1968, 1974, 1975, 1976, 1979, 1983, 1984, 1985, 1987, 1990, 1991, 1993, 1995, 2013, 2014, 2015, 2017, 2018, 2019, 2020, 2023, 2024
- 10-szeres kupagyőztes: 1976, 1981, 1983, 1986, 1987, 1988, 1992, 2008, 2011, 2012
- 3-szoros szuperkupa győztes: 2009, 2013 (előszezon), 2015
- 2-szeres KPL Top 8 kupagyőztes: 2012, 2015

### Nemzetközi
- 1-szeres Kupagyőztesek Afrika-kupája győztes: 1987
- 3-szoros Kagame kupagyőztes: 1980, 1981, 1985